# Hlaváček amurský
Hlaváček amurský (Adonis amurensis) je druh rostliny z čeledi pryskyřníkovitých.

## Popis
Jedná se o vytrvalou rostlinu dorůstající nejčastěji výšky 5–15 cm, za plodu až 30 cm. Lodyha je přímá, nevětvená, zřídka větvená, lysá. Bazální listy chybí, jsou redukovány na membránovité šupiny. Listy jsou střídavé, vícenásobně zpeřeně členěné, řapíky do 6,5 cm délky, čepele troujúhelníkovité v obrysu, za plného vývinu asi 7,5 x 9 cm. Listy však dorůstají do konečné velikosti až po odkvětu. Květy mají asi 2,8–3,5 cm v průměru. Kališních lístků je asi 9, lysé až řídce pýřité, načervenalé. Korunních lístků bývá kolem 10, jsou žluté, obvejčitě podlouhlé až úzce kopinaté. Kvete brzy na jaře, v březnu až v dubnu. Plodem je nažka, která je asi 3,8 mm dlouhá, pýřitá, na vrcholu zakončená krátkým zobánkem. Nažky jsou uspořádány do souplodí.

## Rozšíření
Hlaváček amurský je přirozeně rozšířen ve východní Asii, na Dálném Východě, v Číně, Japonsku a Koreji. V ČR to je pouze pěstovaná skalnička.